# مدرسة الطب في دارتموث
مدرسة الطب في دارتموث (بالإنجليزية: Dartmouth Medical School)‏ هي إحدى الكليات لتدريس الطب في الولايات المتحدة الأمريكية. تقع في مدينة هانوفر في ولاية نيوهامبشر الأمريكية. نوع الشهادة الطبية التي يتم تحصيلها هناك هي دكتور في الطب.